# Sud-Ouest
Sud-Ouest eller Syd-Vest (fransk: Région du Sud-Ouest) er en region med særlig status i Cameroun. Dens hovedstad er byen Buea.  Som I 2015 var dens befolkning 1.553.320.
Sammen med Nordvestregionen er det en af de to anglofone (engelsktalende) regioner i Cameroun. Forskellige Ambazoniske nationalistiske og separatistiske fraktioner anser Sydvestregionen for at være et statssamfund adskilt fra Cameroun.
Regionen er inddelt i seks departementer: Fako, Koupé-Manengouba, Lebialem, Manyu, Meme og Ndian.

## Geografi
Regionen var kendt for at have det første engelsktalende universitet i Cameroun (Universitetet i Buea).
Byerne omfatter hovedstaden Buea, Limbe, Tiko, Kumba og Mamfe. Limbe er især et populært turistmål kendt for sine fine strande. Korup Nationalpark er også en stor attraktion. Buea i sig selv ligger ved foden af Mount Cameroon og har et næsten tempereret klima, der er markant anderledes end resten af provinsen.
| - Stråtag ved Limbe-stranden - Udsigt over Bota Beach - Semme Beach, Limbe - Bioko Beach, Limbe - Turister i Limbe Beach - Fiskekanoer i Down Beach, Limbe - Limbe Beach - Vandfald i Korup Park - Ved universitetet i Buea - Mount Cameroon set fra Sopo - Administrationsbygning, Buea University - Buea City - Genforeningsmonument i Buea - Nærbillede af genforeningsmonumentet |